# Географія Болівії
Болівія — південноамериканська країна, що займає андські високогір'я та прилеглі амазонські низовини . Загальна площа країни 1 098 581 км² (28-ме місце у світі), з яких на суходіл припадає 1 083 301 км², а на поверхню внутрішніх вод — 15 280 км². Площа країни майже вдвічі більша за площу України. Природа Болівії унікальна серед країн континенту, це одна з двох країн, що не має виходу до моря, та країною з найбільшими середніми висотами. Головним географічним регіоном Болівії є велике високогірне андійське плато Пуна, зокрема його північна частина, Альтіплано . На території цього плато, на кордоні з Перу, знаходиться озеро Тітікака, найбільше озеро Південної Америки і найвище судноплавне озеро у світі . 

## Етимологія
Офіційна назва — Багатонаціональна Держава Болівія, Болівія (ісп. Estado Plurinacional de Bolivia, Bolivia). Назву країна отримала на честь Сімона Болівара (1783—1830), венесуельського військового діяча, що виступив у збройному протистоянні проти іспанського поневолення в Південній Америці, і першого президента Республіки, після визнання незалежності провінції Верхнє Перу в 1824 році.

## Географічне положення
Болівія — південноамериканська країна, що межує з п'ятьма іншими країнами: на півночі й сході — з Бразилією (спільний кордон — 3403 км), на заході — з Перу (1212 км), Чилі (942 км), на півдні — з Аргентиною (942 км), на південному сході — з Парагваєм (753 км). Загальна довжина державного кордону — 7252 км. Країна не має виходу до вод Світового океану.

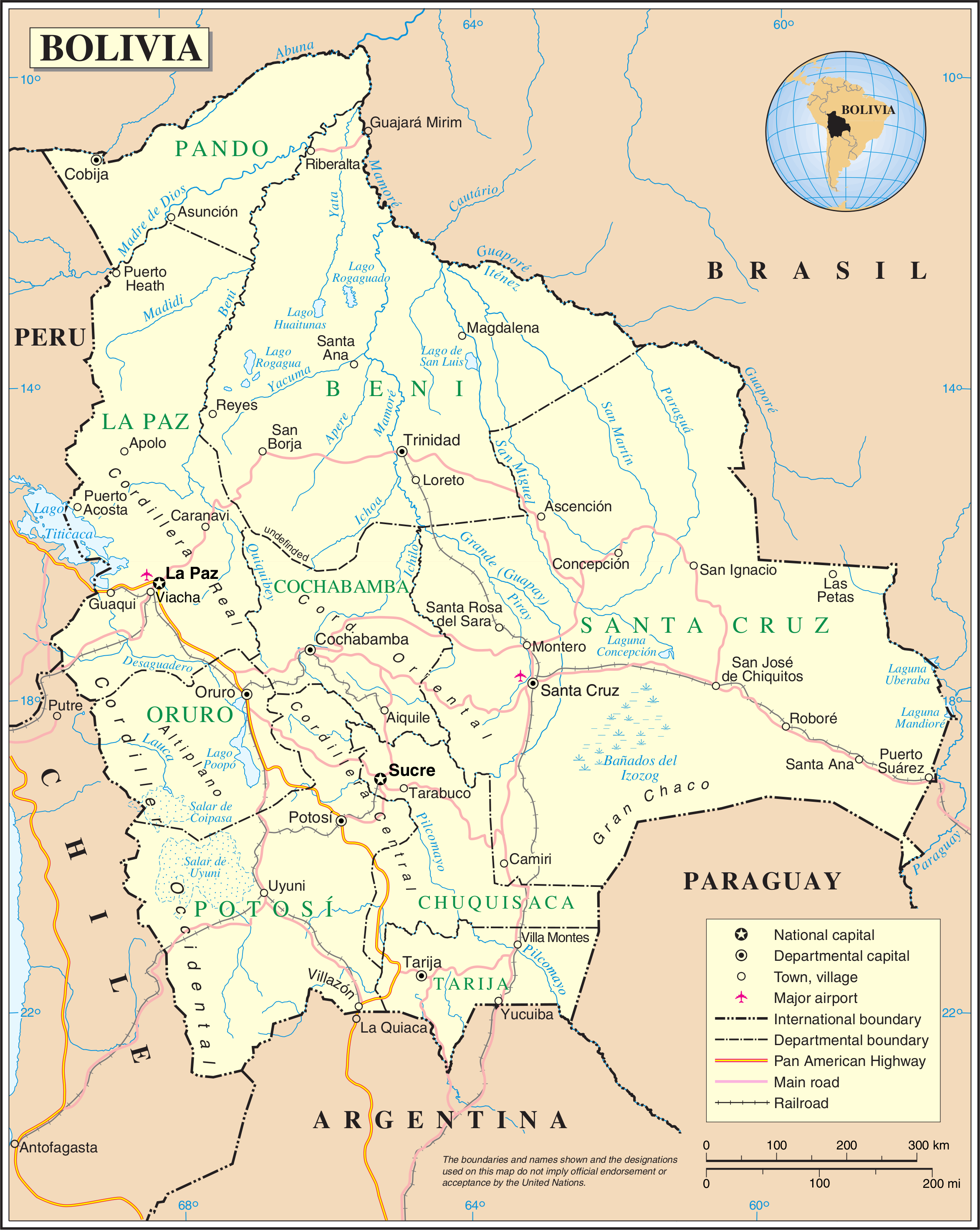
Карта Болівії від ООН (англ.)
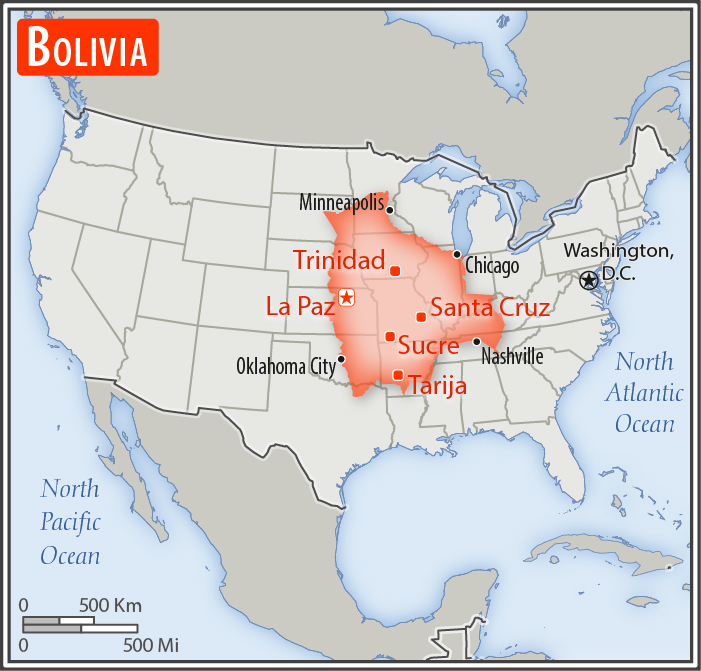
Порівняння розмірів території Болівії та США

### Час
Час у Болівії: UTC-4 (-6 годин різниці часу з Києвом).

## Рельєф
Середні висоти — 1192 м; найнижча точка — уріз води Парагваю (90 м); найвища точка — гора Невадо-Сахама (6542 м).

Рельєф Болівії
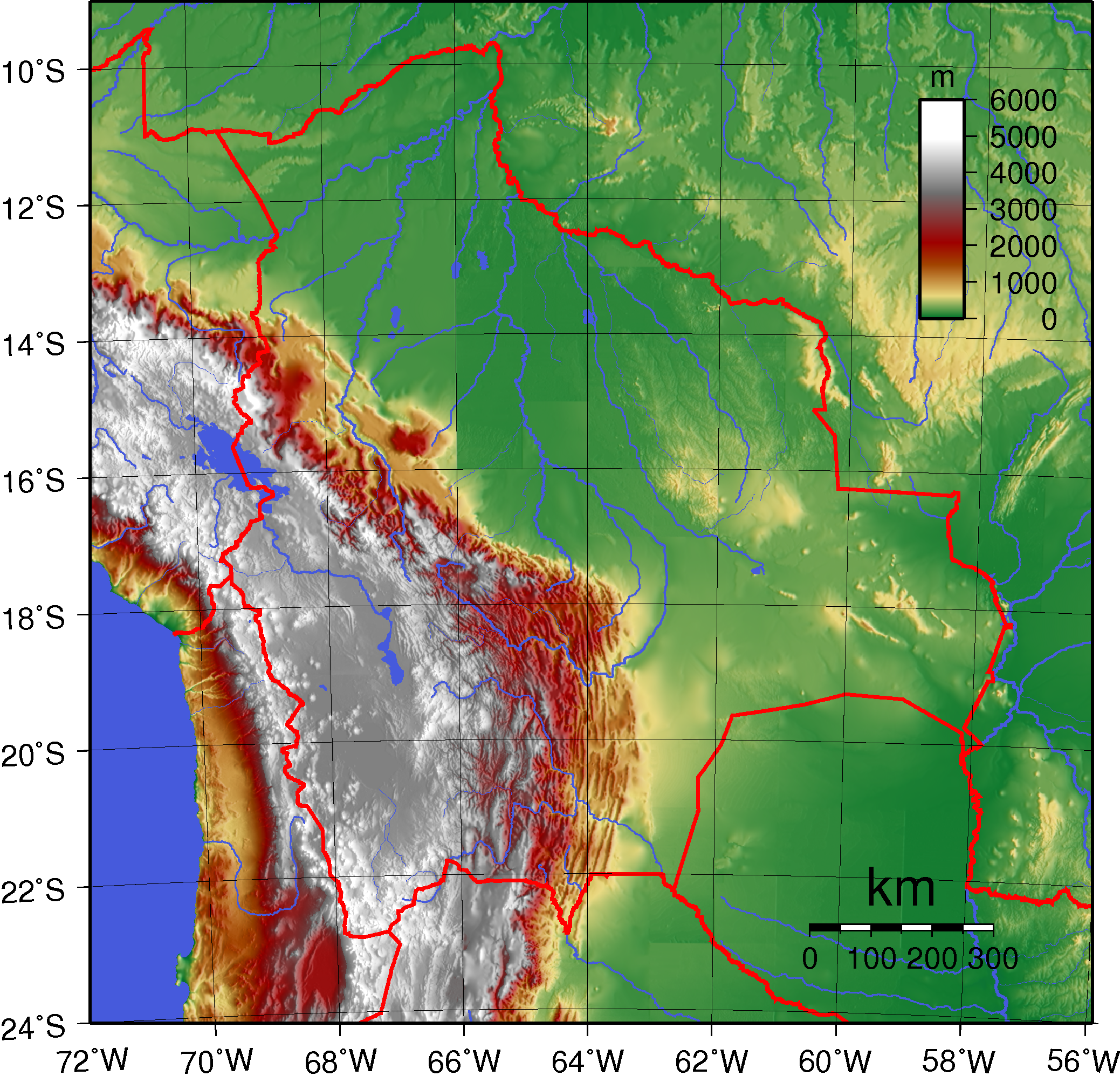
Гіпсометрична карта Болівії
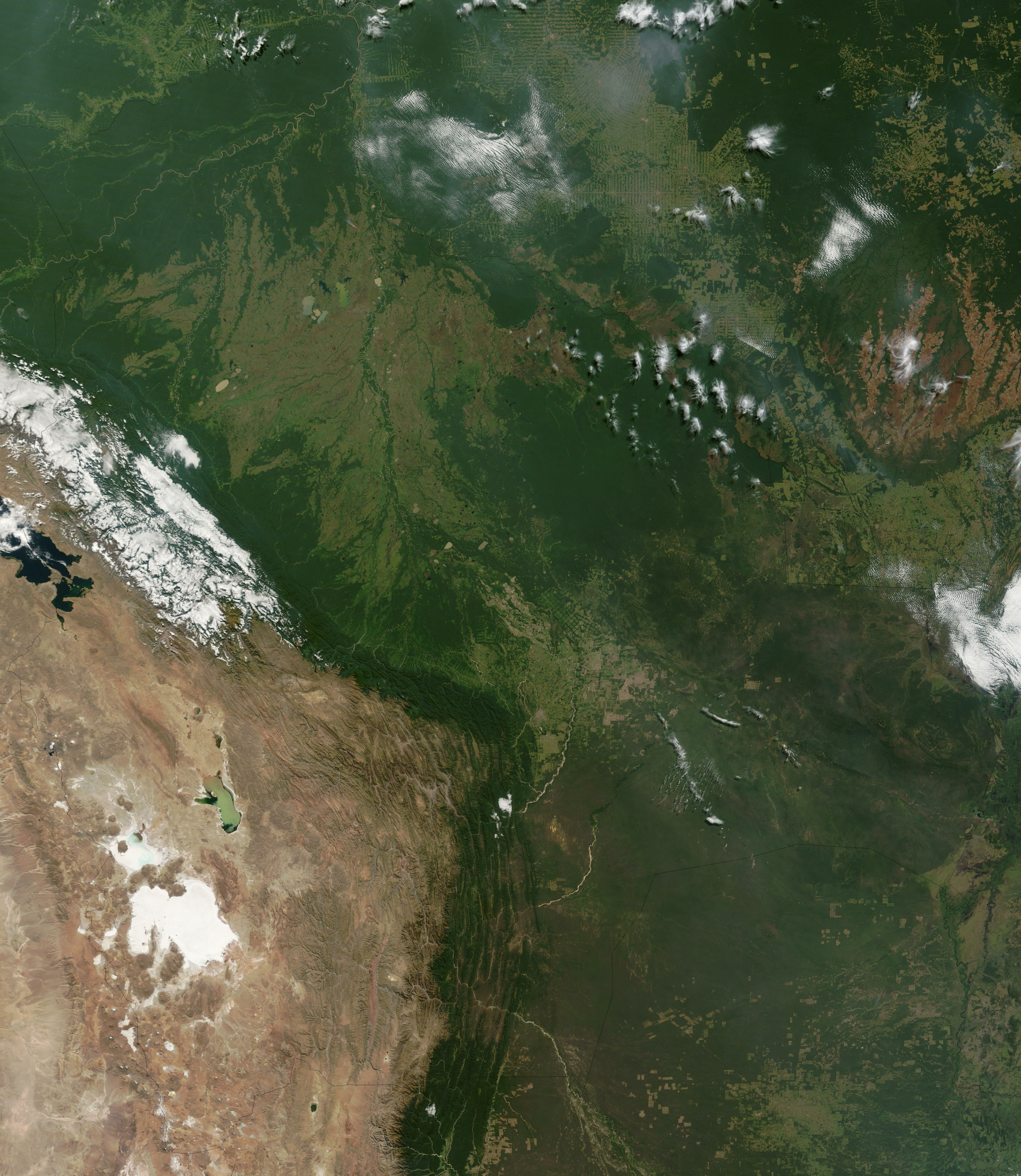
Супутниковий знімок поверхні країни
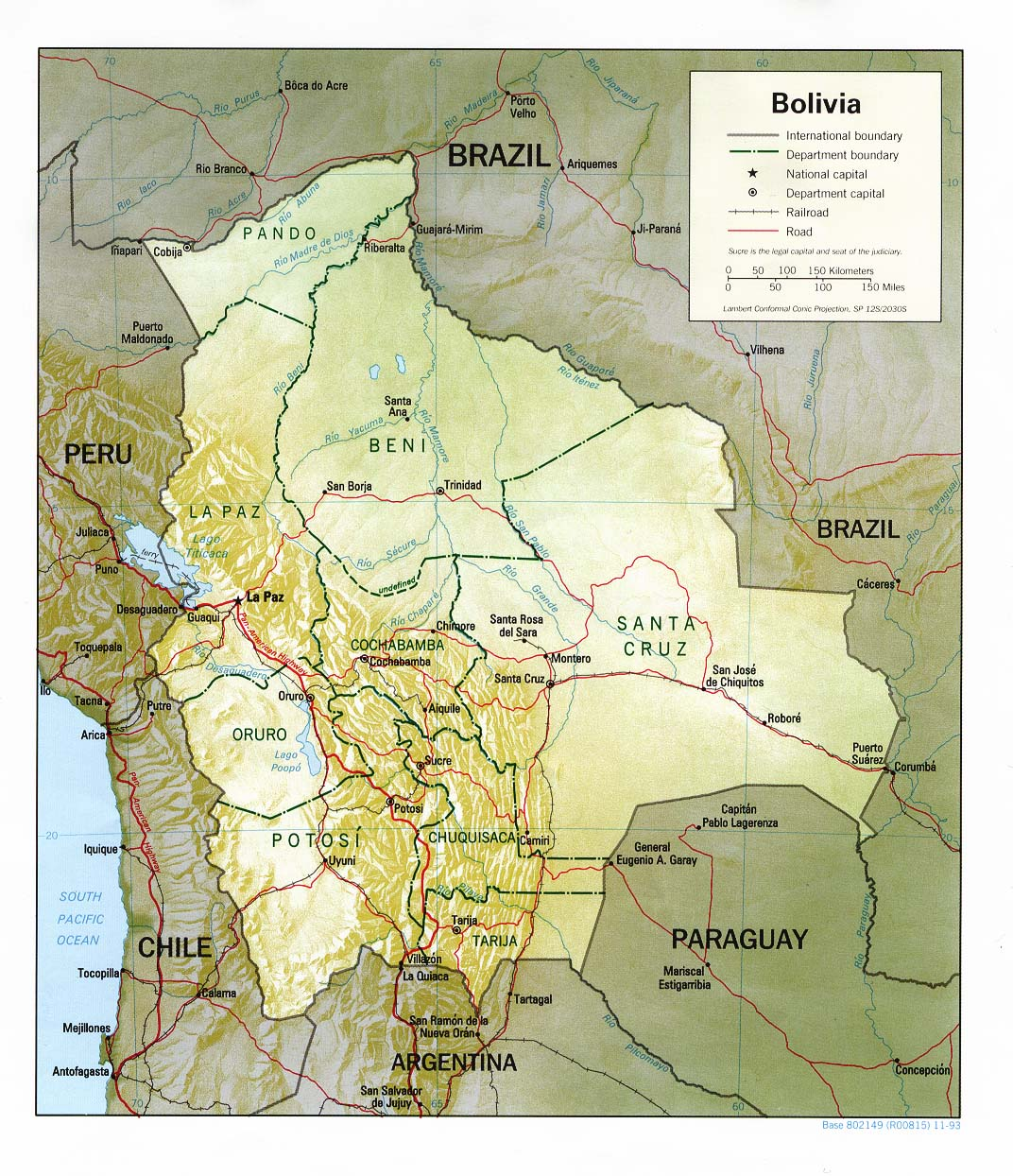
Карта країни (англ.)
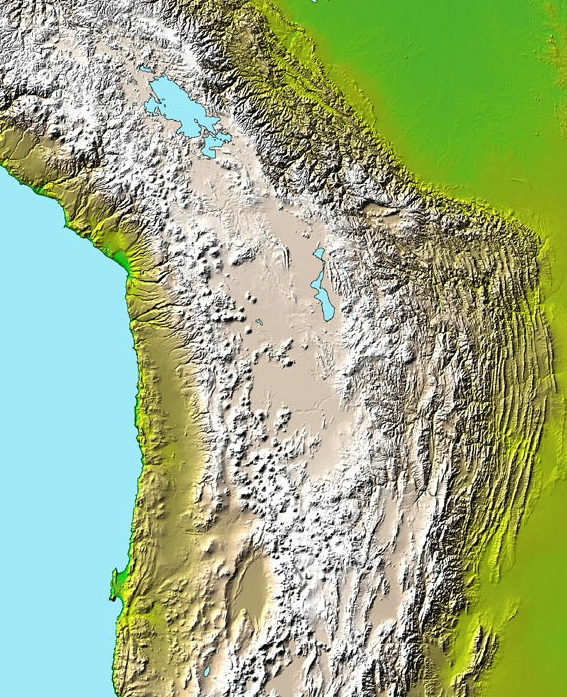
Рельєф Альтіплано
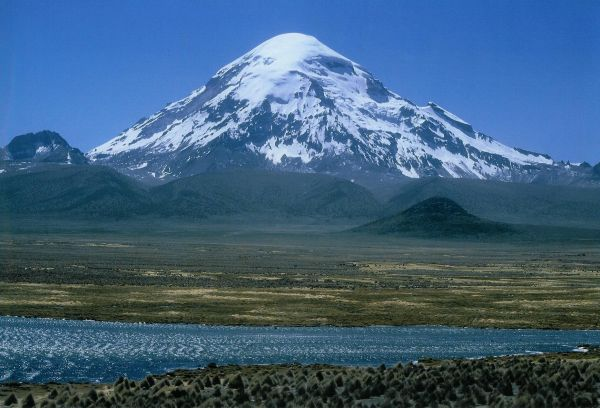
Гора Невадо-Сахама

## Клімат
Попри те, що Болівія лежить повністю в межах тропічних широт кліматичні умови змінюються в широких межах, від тропічного клімату в низовинах до холодного високогірного клімату в найвищих частинах Анд. Температури залежать перш за все від висоти над рівнем моря і проявляють невеликі сезонні зміни. У більшості районів опади найчастіші протягом літа південної півкулі, а щорічна кількості опадів зменшується з півночі на південь. Зазвичай літо вологе, а зима дуже посушлива.

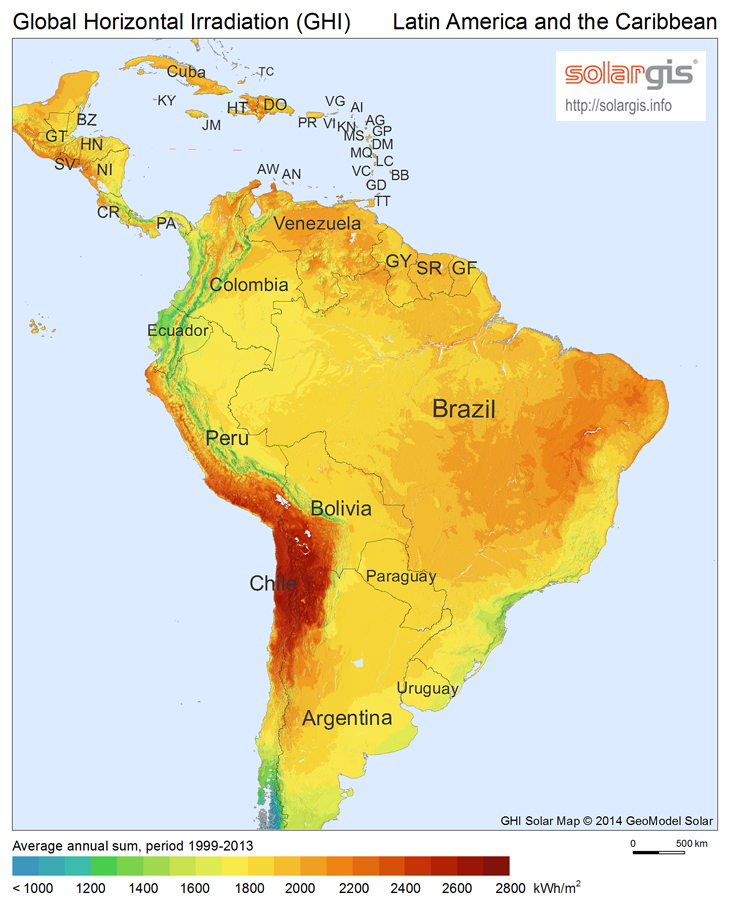
Сонячна радіація (англ.)
Кліматична карта Болівії (за Кеппеном)
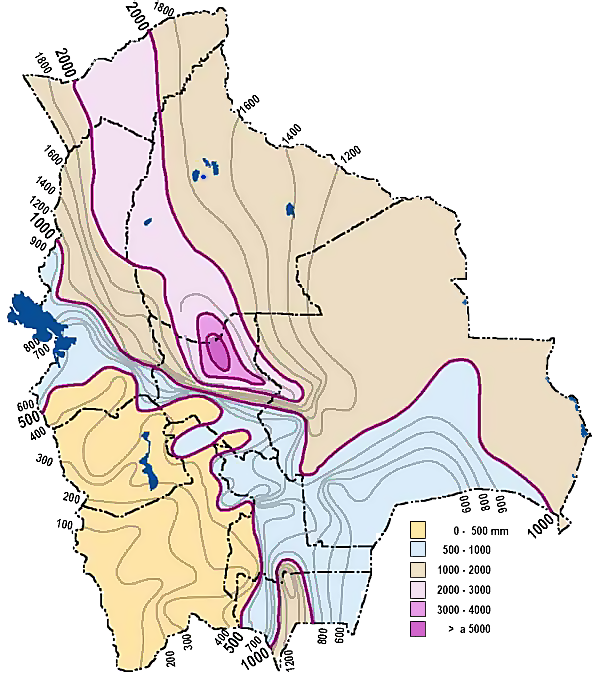
Карта атмосферних опадів

Східна низовинна частина Болівії лежить у субекваторіальному кліматичному поясі, західна гірська — у високогірному різновиді тропічного. На сході влітку переважають екваторіальні повітряні маси, взимку — тропічні. Влітку вітри дмуть від, а взимку до екватора. Сезонні амплітуди температури повітря незначні, зимовий період не набагато прохолодніший за літній. Зволоження достатнє, взимку може відзначатись більш сухий сезон.
- Північні низовинні області мають тропічний клімат з високими температурами протягом всього року з високою вологістю та сильними зливами. Денний максимум в більшості районів усередньому досягає більш ніж 30 °C протягом всього року. Вологі північно-східні ветри з районів Амазонської низовини приносять істотні кількості опадів, які зазвичай випадають у вигляді коротких гріз, що іноді супроводжуються сильними вітрами і градом.
- Центральні низовинні області мають волигий або сухих тропічний клімат. Від жовтня до квітня, північно-східні вітри переважають, а погода тепла, волога, і багата на опади. Від травня до вересня, проте, переважають сухі південно-східні вітри, і опади мінімальні. Протягом цього сезону ясних днів і безхмарних ночей досягають найвищі щоденні максимуми температур та нижчі нічні мінімуми, ніж протягом дощового сезону. Випадкові вторгнення сильних вітрів з півдня, так звані сурасо, можуть досягати цього регіону протягом зими і приносять прохолодні температури для протягом кількох днів.
- Райони Гран-Чако на заході країни мають субтропічний, напівпосушливий клімат. Північно-східні вітри приносять дощі та теплу вологу погоду тільки від січня до березня; інші місяці сухі з теплими днями і прохолодними ночами. Максимальна температура на території Болівії, 47 °C, була записана тут. Сурасо також впливають на Гран-Чако, їх підхід зазвичай означає грози.

У горах сезонний хід температури повітря чітко відстежується. Переважають східні пасатні вітри. Опадів випадає дуже мало.
- Температури та кількості опадів в гірських районах значно змінюються. Юнга, де вологі північно-східні вітри наштовхуються на гори, найхмарніший, найвологіший район з максимальною кількістю опадів, отримуючи до 1520 мм опадів щорічно. Долини всієї Кордильєри-Орієнталь мають м'які температури і помірні кількості опадів, що складають в середньому від 640 до 760 мм щорічно. Температури, проте, знизуються з висотою. Снігопади можливі на висотах понад 2000 метрів, а лінія постійних снігів знаходиться на висоті 4600 м. Області понад 5500 м мають гірський полярний клімат, із районами, вкритими льодовиками. Кордильєра-Оксиденталь має холодний посушливий клімат, із незахищеними від вітру піками.
- Альтіплано характеризується сильними холодними вітрами, має безводий, прохолодний клімат, з гострими відмінностями щоденної температури різким зменшенням кількості опадів з півночі на південь. Середній максимум протягом дня становить від 15 °C до 20 °C, але в улітку температури можуть перевищувати 27 °C. Після сутінків, проте, розіджене повітря зберігає небагато тепла, і температури швидко спадають майже до точки замерзання. Озеро Тітікака має стримуючий вплив на коливання температури, але навіть на його берегах морози відбуваються майже щомісяця, і сніг не є незвичайним навіть улітку.

Болівія є членом Всесвітньої метеорологічної організації (WMO), в країні ведуться систематичні спостереження за погодою.

## Внутрішні води
Гідрографія Болівії вирізняється значним різноманіттям водойм, що зумовлено її географічним положенням, рельєфом та кліматичними умовами. Країна розташована в центрі Південної Америки і не має виходу до моря, однак володіє розгалуженою системою річок, озер та боліт, які належать до трьох основних басейнів: Атлантичного, Амазонського та внутрішнього басейну озера Тітікака. 

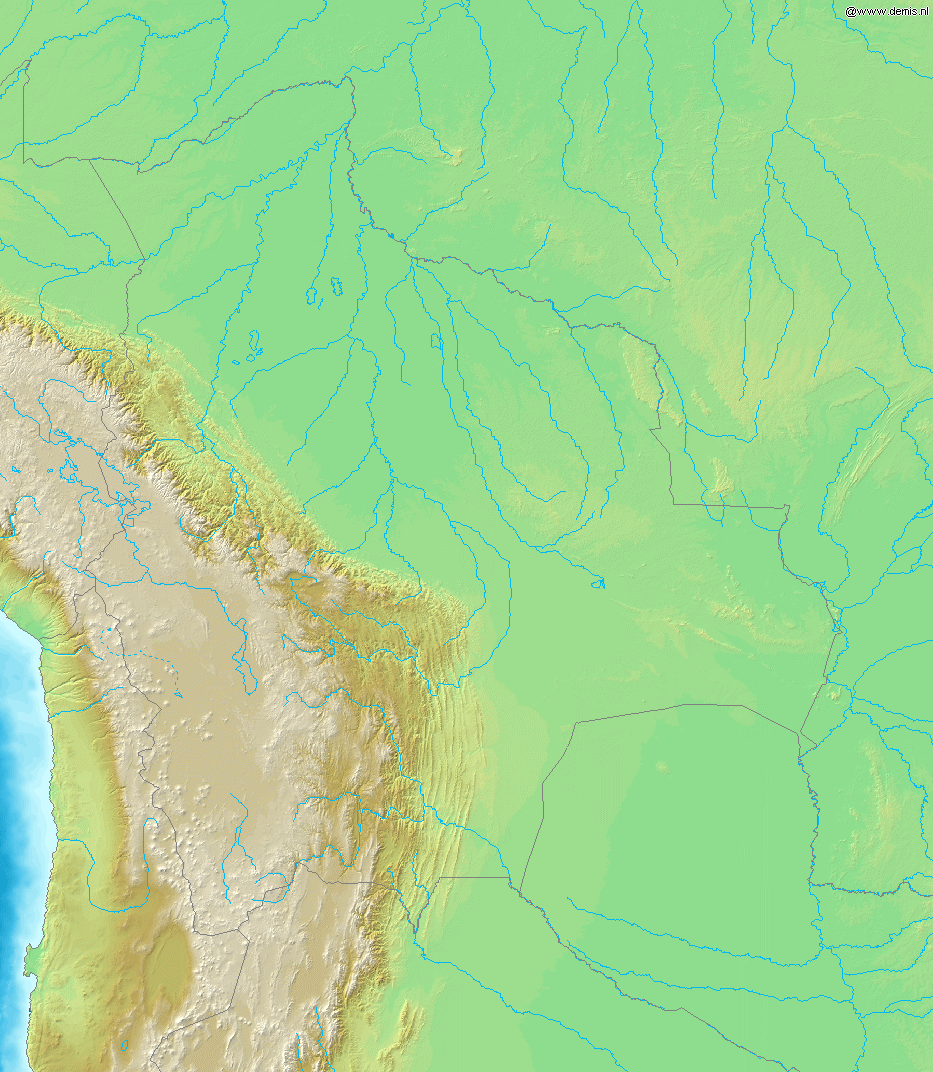
Гідрографічна мережа Болівії
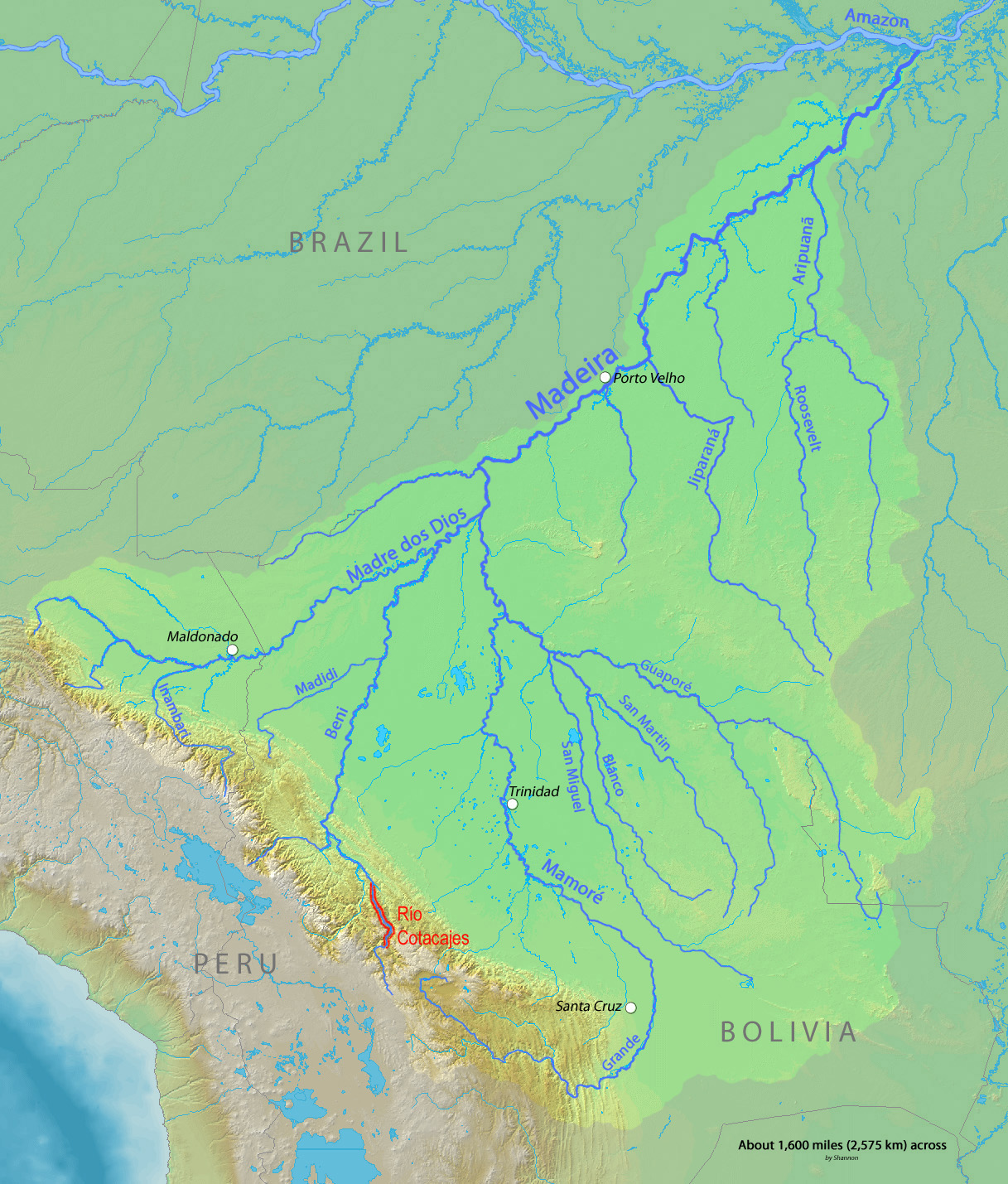
Сточище Мадейри
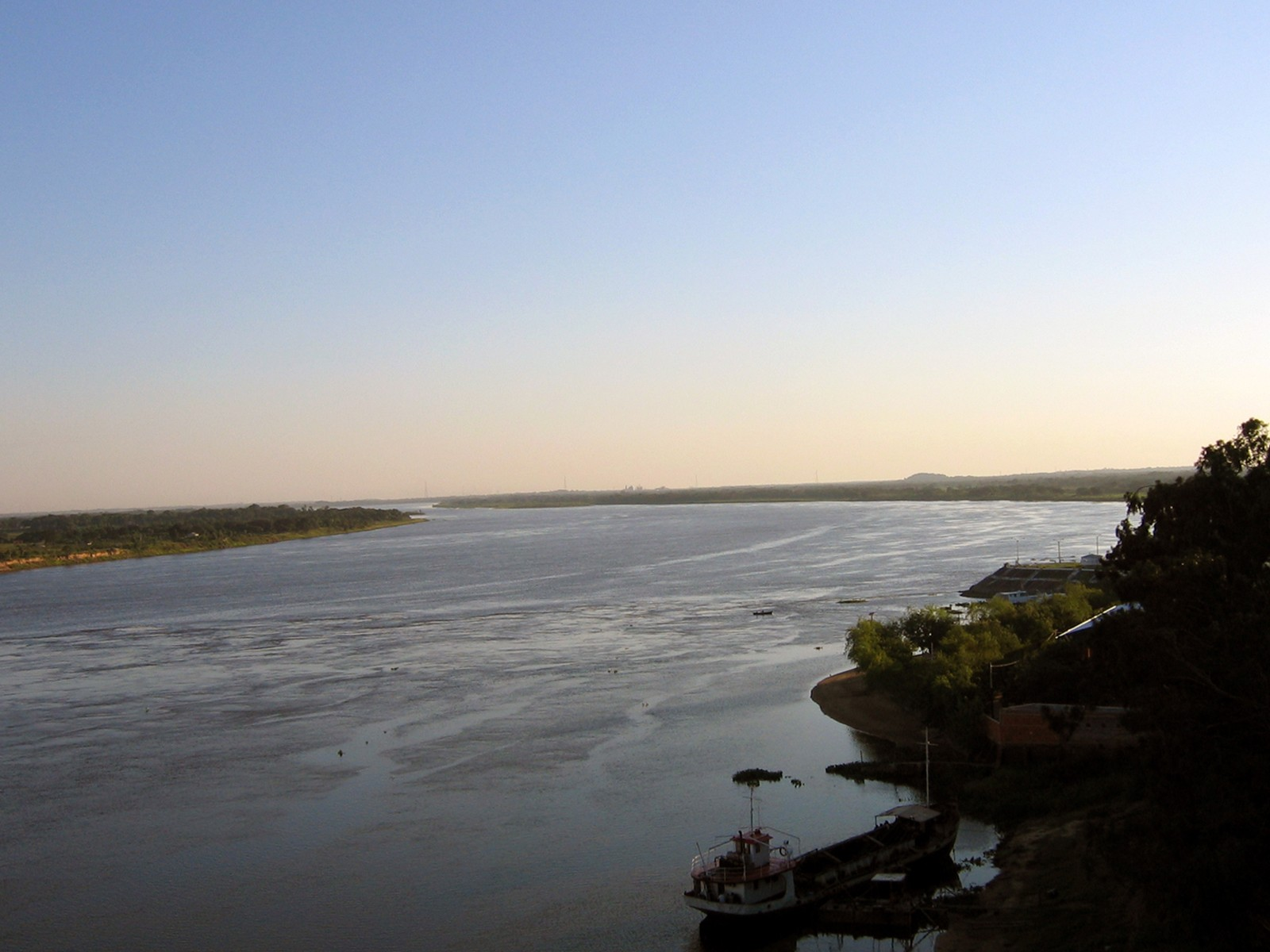
Річка Парагвай
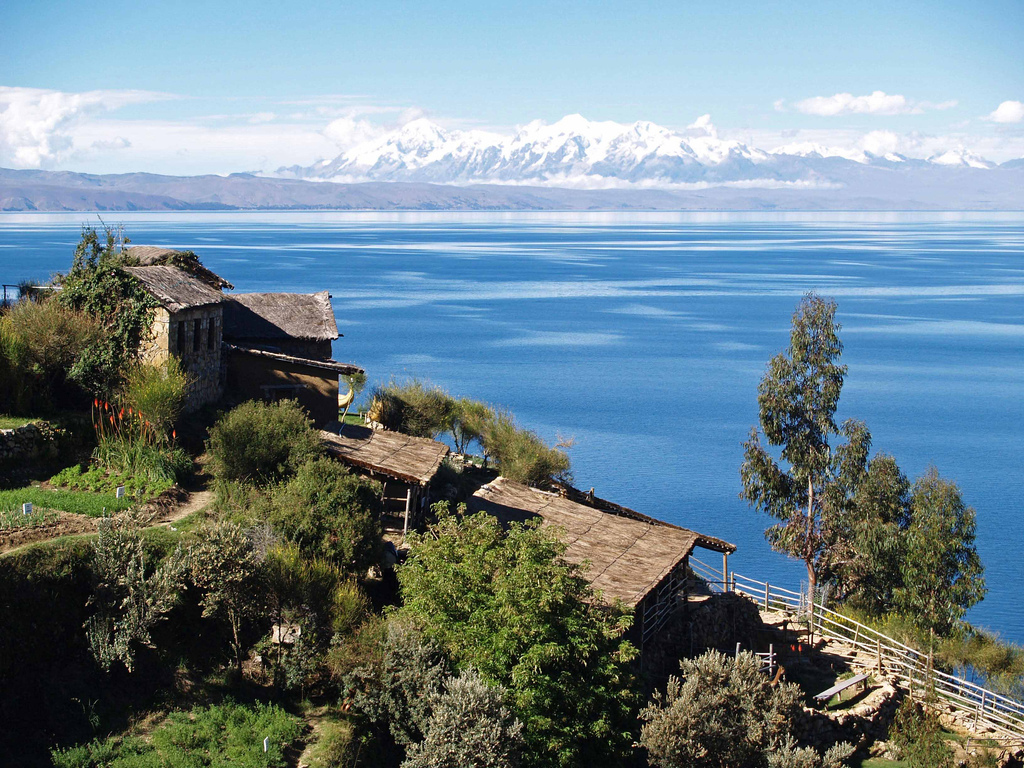
Озеро Тітікака
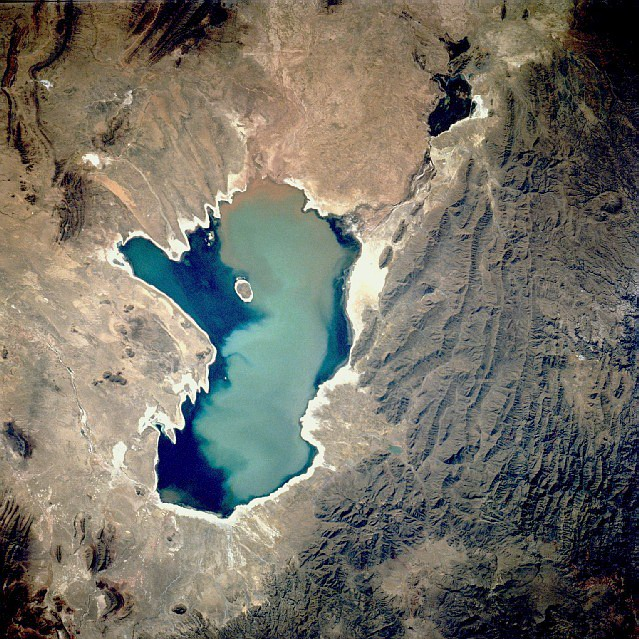
Озеро Поопо з космосу
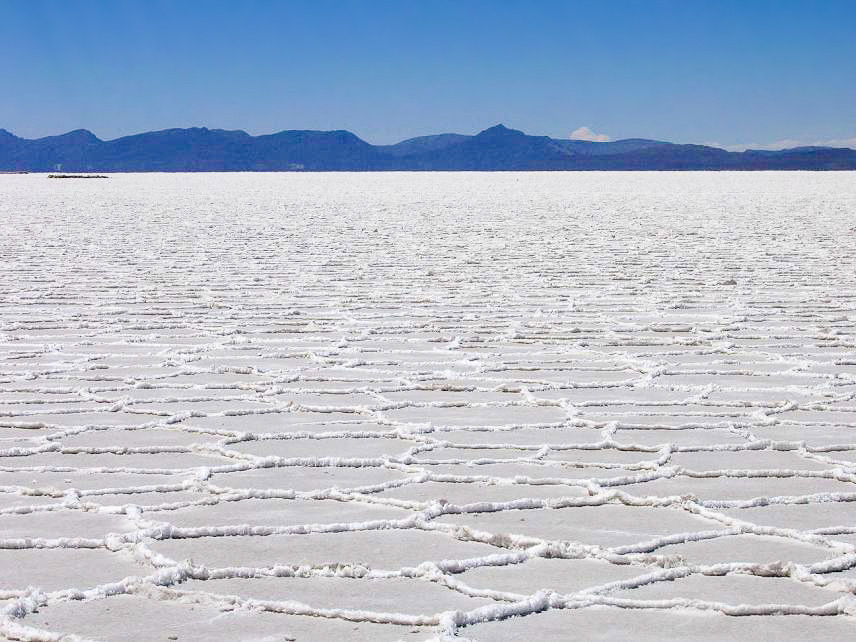
Солончак Уюні

### Річки
Річки країни належать басейну Атлантичного океану; річки району Альтіплано — безстічним областям озер Тітікака та Поопо.

### Озера
Озеро Тітікака має площу 9064 км², що робить його найбільшим озером південної Америки. Уріз рівня води знаходиться на висоті 3810 м над рівнем моря. Максимальна глибина 370 м, середня — 215 м. Його об'єм досить великий, щоб підтримувати постійну температуру у 10 °C. Озеро фактично стримує клімат на значній території навколо нього, роблячи можливим в цих районах вирощування кукурудзи і пшениці. Озеро стікає на південь через повільну, порослу очеретом річку Десаґуадеро до озера Поопо. На відміну від глибокого майже прісноводного озера Тітікака, озеро Поопо солоне і дрібне, з глибинами рідко більш ніж чотири метри. Оскільки озеро повністю залежить від сеонної кількості опадів та надлишку води в озері Тітікака, розмір озера Поопо значно варіює. Кілька разів протягом двадцятого століття озеро майже повністю висихало, а річка Десаґуадейро засмічувалася осадом. Протягом найвологигіших років, проте, озеро Поопо значно зюільшувалося на захід, затоплюючи Салар-де-Койпаса дрібною водою.

## Тваринний світ
За зоогеографічним районуванням світу країна належить до Неотропічної зоогеографічної області: низовинна частина — до Амазонської провінції Гвіано-Бразильської підобласті, гори Анди — до Андійської провінції Патагонсько-Андійської підобласті. Тому основу тваринного населення регіону становлять зональні субекваторіальні вологолісові (1), перемінно вологолісові (2), саванові (3) й сухосаванові (4) угруповання тварин, а також інтразональні гірські й водно-болотні (долинно-річкові) тваринні угруповання, характерні для субекваторіального кліматичного поясу. Домінуючими в зональних угрупованнях є гігромезофільні, мезофільні, ксеромезофільні й мезоксерофільні групи та види тварин. 

## Стихійні природні явища
На території країни спостерігаються небезпечні природні явища і стихійні лиха: повіді на північному сході (з березня по квітень); активний вулканізм в Андах на кордоні з Чилі, виверження Іррупутунку (5163 м) 1995 року.

## Природні ресурси

### Мінеральні ресурси
Надра Болівії багаті на ряд корисних копалин: олово, природний газ, нафту, цинк, вольфрам, сурма  (Чилкобійя), срібло, залізо, свинець, золото.

### Водні ресурси
Загальні запаси відновлюваних водних ресурсів (ґрунтові і поверхневі прісні води) становлять 622,5 км³. Станом на 2012 рік в країні налічувалось 3 тис. км² зрошуваних земель.

### Земельні ресурси
Земельні ресурси Болівії (оцінка 2011 року):
- придатні для сільськогосподарського обробітку землі — 34,3 %,
  - орні землі — 3,6 %,
  - багаторічні насадження — 0,2 %,
  - землі, що постійно використовуються під пасовища — 30,5 %;
- землі, зайняті лісами і чагарниками — 52,5 %;
- інше — 13,2 %[1].

## Охорона природи
Серед екологічних проблем варто відзначити:
- розчищення лісових масивів під потреби сільського господарства й заради експорту деревини призводить до знеліснення;
- ерозію ґрунтів через перевипасання і примітивну агротехніку (підсічно-вогневе землеробство);
- спустелювання;
- втрату біорізноманіття місцевих екосистем;
- забруднення вод, що використовуються для потреб населення і сільського господарства стоками промислових підприємств.

Болівія є учасником ряду міжнародних угод з охорони навколишнього середовища:
- Конвенції про біологічне різноманіття (CBD),
- Рамкової конвенції ООН про зміну клімату (UNFCCC),
- Кіотського протоколу до Рамкової конвенції,
- Конвенції ООН про боротьбу з опустелюванням (UNCCD),
- Конвенції про міжнародну торгівлю видами дикої фауни і флори, що перебувають під загрозою зникнення (CITES),
- Базельської конвенції протидії транскордонному переміщенню небезпечних відходів,
- Конвенції з міжнародного морського права,
- Лондонської конвенції про запобігання забрудненню моря скиданням відходів,
- Монреальського протоколу з охорони озонового шару,
- Міжнародної конвенції запобігання забрудненню з суден (MARPOL),
- Міжнародної угоди про торгівлю тропічною деревиною 1983 і 1994 років,
- Рамсарської конвенції із захисту водно-болотних угідь[12].

Урядом країни підписані, але не ратифіковані міжнародні угоди щодо: Конвенції про заборону військового впливу на природне середовище (ENMOD),
- Конвенції з охорони морських живих ресурсів[1].

## Фізико-географічне районування
У фізико-географічному відношенні територію Болівії можна розділити на 4 райони, що відрізняються один від одного рельєфом, кліматом, рослинним покривом:
- Гори. Розташована біля західного кордону Болівії Кордильєра-Оксиденталь — ланцюг сплячих вулканів і фумаролів, вулканічних отворів, що випускають сірчані гази. Тут розташована найвища вершина Болівії, вкрита снігом Невадо-Сахама (6 542 м). Цей хребет є цілком вулканічного походження і є продовженням вулканічного району південного Перу. Більша частина півночі цього хребта має висоту близько 4000 м; південна частина дещо нижче. Опади, хоча і невиликі на всіх території гірського масиву, більші в його південній половині, де земля покрита чагарниковою рослинністю. Південна область не отримує майже ніяких опадів, і ландшафт складається здебільшого з безплідних скель. Весь регіон Кордильєри-Оксиденталь слабо населений, а його південь фактично нежилий. Стародавній хребет Кордильєра-Орієнталь тягнеться від північного боку озера Тітікака на південний схід приблизно до 17 градусів південної широти, потім розширюється і тягнеться на південь до аргентинського кордону. Найпівнічніша частина Кордильєри-Орієнталь, Кордильєра-Реаль, являє собою ланцюг вражаючих засніжених гранітних гір. Деякі з цих вершин перевищують 6000 м, а дві — Іїмані (6462 м), біля міста Ла-Пас, та Іямпу (6424 м) — мають великі льодовики на верхніх схилах. На південь від 17 градусів південної широти вигляд хребта змінюється. Тут хребет знаний як Кордильєра-Сентраль та являє собою великий блок земної кори, піднятий і нахилений у східному напрямку. Західний край цього блоку підвищується серією круч від Альтіплано. Основою Кордильєри є висока нарівне плато з висотами від 4200 до 4400 м, де нерегулярно розкидані високі вершини. Ця територія занадто висока для сільського господарства, а її рослинність характеризується кількома типами висогогірних лугів, разом відомими як Пуна.
- Долини. Північно-східні схили Кордильєри-Реаль знані як Юнга, від слова мови аймара, що означає «теплі долини». Круті, майже недоступні схили гір цього переважно субтропічного району на північний схід від міста Ла-Пас створюють наймальовничішу ділянку території Болівії. Опади тут значні, а буйна рослинність вкриває стіни вузьких річкових долин. Ґрунти тут найродючіші в країні, але погана транспортна інфраструктура перешкоджає розвитку сільського господарства. Уряд спробував побудувати залізницю через Юнгу в 1917 році, з'єдуючи Ла-Пас зі східними низовинами. Проте, залізниця була покинута після завершення лише 150 км. Східні схили Кордильєри-Сентраль поступово спускаються серією складних гір та горбів, що тягнуться з півночі на південь. Річки, що стікають на схід, прорізали довгі вузькі долини; ці долини та озера між рядами — сприятливі райони для сільського господарсьва і населення. Родічі алювіальні ґрунти заповнюють низькі райони, але зведення лісів привело до значної ерозія в кількох місцях. Поверхи долин розташовуються на висоті від 2000 до 3000 м над рівнем моря, температури тут м'якіші, ніж на Альтіплано. В долинах цього району розташовані два важливих болівійських міста, Сукре і Кочабамба.
- Альтіплано, високогірне плато між двома головними хребтами країни, охоплює чотири головні басейни, розділені невисокими хребтами, що проходять посередині плато. Уздовж східної сторони Альтіплано — безперервна плоска область, яка служила головним транспортним коридором Болівії з півночі на південь починаючи з колоніальних часів. Усе Альтіплано було сформоване як величезна рифтова долина між двома кордильєрами, що поступово наповнювалась пористими осадовими породами, вимитими з навколишніх гір. Ці осадове походження пояснює поступовий нахил від півночі на південь: більші опади на півночі відклали більшу кількість породи на плато. Кількість опадів на Альтіплано знижується у південному напрямку, а низькоросла рослинність стає більш розрідженою, поступово переходячи у безплідні скелі та простори сухої червоної глини. На ція території знаходяться кілька солончаків, залишків висохлих стародавніх озер. Найбільший з них — усесвітнє відомий Салар-де-Уюні, що містить найбільші поклади солі у світі, площею понад 9 тис. км². Шар солі тут більш ніж 5 м завглибшки в центрі цього району. Протягом сухому сезону, ліжко озера можуть перетинати важкі вантажівки, через відсутність добрих доріг ця територія давно використовується як транспортний коридор. Біля кордону з Аргентиною, Альтіплано знову підвищується знову, містячи горби і вулкани, які охоплюють область біля Кордильєри-Оксиденталь. Найвидатніша особливість Альтіплано — велике озеро у його північній частині, Тітікака. Із висотою рівня води 3810 м над рівнем моря, це найвища судноплавна водойма у світі.
- Низовини, що є частиною більшої Амазонської низовини, займають всю північну та східну частину Болівії та розташовани на схід від Анд. Попри те, що ці райони охоплюють дві третини території країни, вони слабо населені і до недавнього часу грали незначну роль в її економіці. Більшість важливих річок Болівії протікають по багатій на опади північним частинам низовин, особливо в департаменту Бені, де ґрунти зручні для вирощування кави і какао. З північних низовин стікають повільні рівнинні річки, найбільші з яких, Маморе, Бені і Мадре-де-Дьойос, стікають на північ до річки Мадейра, притоки Амазонки. Річкові судна уздовж Бені та Маморе здатні перевозити як пасажирів, так і вантажі, хроте пороги на Маморе запобігають судноплавству далі до Бразилії. Біля кордону з Парагваєм дрібні піщані струмки несуть воду до річок Парагвай та Пілкомайо. За відмінностями в топографії і кліматі низовинні райони Болівії поділяють на три географічні області.
  - Плоска північна область, розташована на території департаментів Бені, Пандо і північної частини Кочабамба, вкрита тропічними лісами. Оскільки значна частина верхнього шару ґрунту складається з тонкого шару ґрунту, під яким знаходиться шар твердої глини, стік води обмежений, а значні кількості опадів перетворюють ці обширні райони на болота.
  - Центральна область, що охоплює північну частину департаменту Санта-Крус, містить похилі горби та має сухіший клімат, ніж північна. Тут ліси, що перемежаються саванами, а значна частина території очищена для потреб сільського господарства. Тут розташоване місто Санта-Крус, найбільше місто болівійських низовин, та містяться найбільші болівійські родовища нафти і природного газу.
  - Південно-східна частина низовин — продовження аргентинського та парагвайського регіону Гран-Чако. Хоча посушлива протягом дев'яти місяців року, ця територія перетворюється на болота протягом трьох вологих місяців року. Значні коливання у рівні опадів приводять до наявності суто чагарникової рослинності, проте зручні для випасу худоби, хоча нещодавні відкриття родовищ природного газу та нафти привернуло багато нових поселенців до регіону.

### Українською
- Атлас світу / голов. ред. І. С. Руденко ; зав. ред. В. В. Радченко ; відп. ред. О. В. Вакуленко. — К. : ДНВП «Картографія», 2005. — 336 с. — ISBN 9666315467.
- Атлас. 7 клас. Географія материків і океанів / Укладачі О. Я. Скуратович, Н. І. Чанцева. — К. : ДНВП «Картографія», 2014.
- Барановська О. В. Фізична географія материків і океанів : навч. посіб. для студентів ВНЗ : [у 2 ч.]. — Н. : Ніжинський державний університет ім. Миколи Гоголя, 2013. — 306 с. — ISBN 978-617-527-106-3.
- Бєлозоров С. Т. Географія материків. — К. : Вища школа, 1971. — 371 с.
- Болівія // Гірничий енциклопедичний словник : [у 3-х тт.] / за ред. В. С. Білецького. — Д. : Східний видавничий дім, 2004. — Т. 3. — 752 с. — ISBN 966-7804-78-X.
- Гілецький Й. Р. Природні ресурси світу : Навч. посібник. — Львів : Світ, 2004. — 304 с. — ISBN 966-603-307-0
- Дубович І. А. Країнознавчий словник-довідник. — 5-те вид., перероб. і доп. — К. : Знання, 2008. — 839 с. — ISBN 978-966-346-330-8.
- Заставецький Ю. С. Регіональна фізична географія світу : Навч. посібник. — Львів : Світ, 2000. — 480 с.
- Ковальчук І. П. Ландшафтознавство : Підручник. — К. : Либідь, 2008. — 392 с. — ISBN 978-966-06-0504-4
- Кукурудза С. І. Біогеографія : Підручник. — Львів : Вид-во ЛГУ ім. Івана Франка, 2006. — 504 с. — ISBN 966-613-502-7
- Палієнко В. І., Шищенко П. Г., Бойко В. М. Фізична географія світу : Навч. посібник. — К. : КНУ ім.  Т. Шевченка, 2016. — 246 с. — ISBN 978-966-439-918-1
- Панасенко Б. Д. Фізична географія материків : навч. посіб. : в 2 ч. — В. : ЕкоБізнесЦентр, 1999. — 200 с.
- Пузанов І. І. Зоогеографія : Підручник. — Київ—Львів : Рад. школа, 1949. — 504 с.
- Фізична географія материків та океанів : Підручник у 2-х т. / Ред. П. Г. Шищенко. — К. : Київський університет, 2020. — Т. 2. Африка, Америка, Австралія, Антарктида, Океани. — 470 с. — ISBN 978-966-439-989-8
- Шищенко П. Г., Топчієв О. Г., Шевченко І. В. Фізична географія материків і океанів : Навч. посібник. — К. : Академвидав, 2010. — 264 с. — ISBN 978-966-8226-96-4
- Юрківський В. М. Регіональна економічна і соціальна географія. Зарубіжні країни: Підручник. — 2-ге. — К. : Либідь, 2001. — 416 с. — ISBN 966-06-0092-5.

### Англійською
- (англ.) Graham Bateman. The Encyclopedia of World Geography. — Andromeda, 2002. — 288 с. — ISBN 1871869587.
- (англ.) Bolivia: A Country Study / Hudson, Rex A. and Hanratty, Dennis M., ed. — Washington : GPO for the Library of Congress, 1989. — 354 с.

### Російською
- (рос.) Боливия // Латинская Америка. Энциклопедический справочник [в 2-х тт.] / Главный редактор В. В. Вольский. — М. : Советская энциклопедия, 1979. — Т. 1. А-К. — 576 с.
- (рос.) Авакян А. Б., Салтанкин В. П., Шарапов В. А. Водохранилища. — М. : Мысль, 1987. — 326 с. — (Природа мира)
- (рос.) Алисов Б. П., Берлин И. А., Михель В. М. Курс климатологии [в 3-х тт.] / под. ред. Е. С. Рубинштейна. — Л. : Гидрометиздат, 1954. — Т. 3. Климаты земного шара. — 320 с.
- (рос.) Апродов В. А. Вулканы. — М. : Мысль, 1982. — 368 с. — (Природа мира)
- (рос.) Апродов В. А. Зоны землетрясений. — М. : Мысль, 2010. — 462 с. — (Природа мира) — ISBN 978-5-244-01122-7.
- (рос.) Бабаев А. Г., Зонн И. С., Дроздов Н. Н., Фрейкин З. Г. Пустыни. — М.  : Мысль, 1986. — 320 с. — (Природа мира)
- (рос.) Букштынов А. Д., Грошев Б. И., Крылов Г. В. Леса. — М. : Мысль, 1981. — 316 с. — (Природа мира)
- (рос.) Власова Т. В. Физическая география материков. С прилегающими частями океанов. Южная Америка, Африка, Австралия и Океания, Антарктида. — 4-е, перераб. — М. : Просвещение, 1986. — 269 с.
- (рос.) Гвоздецкий Н. А. Карст. — М. : Мысль, 1981. — 214 с. — (Природа мира)
- (рос.) Гвоздецкий Н. А., Голубчиков Ю. Н. Горы. — М. : Мысль, 1987. — 400 с. — (Природа мира)
- (рос.) Долгушин Л. Д., Осипова Г. Б. Ледники. — М. : Мысль, 1989. — 448 с. — (Природа мира) — ISBN 5-244-00315-1.
- (рос.) Дорст Ж. Центральная и Южная Америка. — М. : Прогресс, 1977. — 318 с. — (Континенты, на которых мы живем)
- (рос.) Географический энциклопедический словарь: географические названия / под. ред. А. Ф. Трёшникова. — 2-е изд., доп. — М. : Советская энциклопедия, 1989. — 585 с. — ISBN 5-85270-057-6.
- (рос.) Дроздов Н. Н., Мяло Е. Г. Биогеография мира : Учебник. — М. : Высшая школа, 1985. — 272 с.
- (рос.) Исаченко А. Г., Шляпников А. А. Ландшафты. — М. : Мысль, 1989. — 504 с. — (Природа мира) — ISBN 5-244-00177-9.
- (рос.) Словарь современных географических названий / под общей редакцией акад. В. М. Котлякова. — Екатеринбург : У-Фактория, 2006.
- (рос.) Лобова Е. В., Хабаров А. В. Почвы. — М. : Мысль, 1983. — 304 с. — (Природа мира)
- (рос.) Максаковский В. П. Географическая картина мира. Книга I: Общая характеристика мира. — М. : Дрофа, 2008. — 495 с. — ISBN 978-5-358-05275-8.
- (рос.) Максаковский В. П. Географическая картина мира. Книга II: Региональная характеристика мира. — М. : Дрофа, 2009. — 480 с. — ISBN 978-5-358-06280-1.
- (рос.) Боливия // Поспелов Е. М. Топонимический словарь. — М. : АСТ, 2005. — 229 с. — ISBN 5-17-016407-6.
- (рос.) География / под ред. проф. А. П. Горкина. — М. : Росмэн-Пресс, 2006. — 624 с. — (Современная иллюстрированная энциклопедия) — ISBN 5-353-02443-5.
- (рос.) Физико-географический атлас мира. — М. : Академия наук СССР и Главное управление геодезии и картографии ГУГК СССР, 1964. — 298 с.
- (рос.) Энциклопедия стран мира / глав. ред. Н. А. Симония. — М. : НПО «Экономика» РАН, отделение общественных наук, 2004. — 1319 с. — ISBN 5-282-02318-0.